# Велика Башкирія
Велика Башкирія (башк. Оло Башҡортостан) — назва Автономної Башкирської Соціалістична Радянської республіки, після розширення її території згідно з Декретом ВЦВК від 14 червня 1922 року. З виникненням «Великої Башкирії» було об'єднано до 87 % башкирів і їхня питома вага виросла у 2,5 рази. Назва існувала до скасування кантонно-волосного поділу у 1930 рр.